# Târgu Ocna
Târgu Ocna (udtale:tɨrɡu ˈokna; ungarsk: Aknavásár) er en by i distriktet Bacău i Rumænien, beliggende på venstre bred af floden Trotuș, en biflod til Siret, og ved en jernbane, der krydser Ghimeș-Palanca Passet fra Moldavien til Transsylvanien. Târgu Ocna ligger Karpaterne på nøgne bakker dannet af klippesalt. Faktisk er den engelske oversættelse af Ocna saltmine.
Târgu Ocnas hovedindustri er saltproduktion, da det er den største leverandør i Moldavien. Andre industrier omfatter træforarbejdning, kulminedrift, stålproduktion og olie-baserede industrier.
Byen administrerer to landsbyer, Poieni og Vâlcele.
Byen har 10.410 (2021) indbyggere.